# Kinas palats
Kinas palats avser historiskt viktiga kinesiska palats. 

## Xianyangpalatset
Xianyangpalatset byggdes i samband med att riket Qin år 350 f.Kr flyttade sin huvudstad till Xiangyang. Från palatset styrdes riket Qin, och även efterföljande QIndynastin(221-206 f.Kr.). Xianyangpalatset brändes ner när Qindynastin störtades 206 f.Kr. Resterna av palatset hittades 1974 och endast ruiner av fundament finns kvar idag.

## Epangpalatset
Epangpalatset började byggas år 212 f.Kr. under Qindynastin (221-206 f.Kr.) men blev aldrig färdigställt. Endast en sal hann byggas, men den var mycket stor. Salen rymde 10 000 bekvämt sittande gäster och var 700 meter lång och 115 meter bred. Epangpalatset förstördes sannolikt år 206 f.Kr. i samband med att Qindynastin föll. I dag återstår bara en del av palatsets fundament av packad jord. År 1994 blev Epangpalatset erkänt av Unesco, som den bäst bevarade och största forntida byggnaden i världen,

## Weiyangpalatset
Weiyangpalatset var kejsarpalats för Västra handynastin (206 f.Kr.–23 e.Kr.). Palatset uppfördes år 200 f.Kr efter att Liu Bang grundat Handynastin. Weiyangpalatset är det största palatset som någonsin byggts i världshistorien. I dag finns det bara spår av ruinerna kvar av palatset efter att det bränts ner under Tangdynastin (618-907).

## Taijipalatset
Med början år 582 bygger Suidynastins kejsare Wen landets nya huvudstad vid platsen för dagens Xi'an på bara ett halvt år. Staden och dess palats, Taijipalatset, stod färdigt år 583. Taijipalatset upptog en yta av 4,2 kvadratkilometer och låg i stadens norra del centrerat kring dess nord- sydliga axel. Taijipalatset var även kejserligt palats för den efterföljande Tangdynastin fram till att Damingpalatset var förligt år 664.

## Damingpalatset
År 661 beslutade Taizong's son, kejsare Gaozong, att den nu mycket välmående Tangdynastin behövde ett mer representativt palats än Taijipalatset som man ärvt av den föregående Suidynastin. Damingpalatset blev färdigställt 663 och var då det mest påkostade av alla kinesiska palats genom historien. Damingpalatset är 4,5 gånger större än den Förbjudna staden i Peking. År 904 brändes slutligen palatset ner och Tangdynastin föll 907. I dag håller palatset på att delvis återuppbyggas.

## Förbjudna staden
Förbjudna staden, som stod färdig år 1420, uppfördes i samband med att kejsare Yongle flyttade Mingdynastins huvudstad från Nanjing till Peking. Palatset påstås ha 9 999 ½ rum, men det verkliga antalet är något färre. Palatset användes även av efterföljande Qingdynastin vilket är ett ovanligt förfarande vid nya dynastier i den kinesiska historien. I dag är den Förbjudna staden en av Kinas och världens mest besökta turistmål.

## Mukdenpalatset
Mukdenpalatset var den tidiga Qingdynastins kejserliga palats. Palatset användes av tre kejsare fram till år 1644 då Qingdynstin erövrat Kina varefter kejsarna styrde landet från Förbjudna staden i Peking. Mukdenpalatset ligger i Shenyang i Liaoningprovinsen i nordöstra Kina. Mukdenpalatset är tillsammans med Förbjudna staden de bäst bevarade kejserliga palatsen i Kina

## Yuanmingyuan
Yuanmingyuan, ofta även kallad Gamla sommarpalatset, uppfördes under Qingdynastin (1644–1912) som ett komplement till Den förbjudna staden. Byggnationerna påbörjades 1709 och palatset fortsatte sedan att utvecklas ändan in på 1800-talet. Palatset utmärker dig i den kinesiska historien med att ett flertal palats och paviljonger är byggdes i europeisk rokoko- och barockstil. Palatset förstördes 1860 av brittiska och franska styrkor under Andra opiumkriget. I dag är Yuanmingyuan en stor park och en turistattraktion.

## Sommarpalatset
Sommarpalatset har anor sedan Jindynastin flyttade sin huvudstad till Peking på 1150-talet men dess nuvarande utförande uppfördes av Qingdynastin på 1700-talet. Palatset domineras av byggnaderna på kullen Långt liv och Kunming-sjön. Slottet med dess parker utgör ett område på 2,9 km², varav tre fjärdedelar är vatten. Byggnaderna upptar en yta på 70 000 m², och utgörs av en mängd olika palats, trädgårdar och andra arkitektoniska strukturer.

## Sommarresidenset i Chengde
Sommarresidenset i Chengde uppfördes under Qingdynastin på 1700-talet och palatset var sommar- och höstbostad för Qingdynastins kejsare. Flera historiska händelser har ägt rum i sommarresidenset i Chengde så som statsbesöket 1793 av den brittiska diplomaten George Macartney.